# Gustav Klutsis
Gústav Klutsis (en letón: Gustavs Klucis; en ruso: Густав Густавович Клуцис, romanizado: Gústav Gustávovich Klutsis) (Rūjiena, 4 de enero de 1895 – Moscú, 26 de febrero de 1938) fue un artista letón-ruso-soviético y miembro importante de la vanguardia constructivista a inicios del siglo XX.
Se lo conoce, en parte, por la propaganda soviética, incluyendo estalinista, que hizo con su esposa y colaboradora Valentina Kuláguina. Sin embargo, fue ejecutado debido a realización de varios carteles que minimizaban la figura de Stalin y la publicación de uno homenajeando a León Trotski, uno de los principales adversarios comunistas de Stalin.

## Biografía
Nació en Rūjiena, actual Letonia, cuando pertenecía al Imperio ruso. Empezó su formación artística en Riga en 1912, continuándola posteriormente gracias a la Sociedad Imperial de Fomento de las Artes de San Petersburgo. En 1915 se alistó en el Ejército ruso, sirviendo en un destacamento de Fusileros Letones, trasladándose a Moscú en 1917. Durante los siguientes tres años realizó estudios de arte con los profesores Kazimir Malévich y Antoine Pevsner, se unió el Partido Comunista, conoció y se casó con Valentina Kuláguina, y se graduó en la escuela estatal de arte Vjutemás —conocida como la «Bauhaus soviética»—, donde trabajó como profesor de teoría de color desde 1924 hasta que el centro escolar cerró en 1930.
Klutsis produjo, escribió y enseñó arte político para el estado soviético durante el resto de su vida. Cuando el ambiente político se degradó en los años 1920 y 1930, Klutsis y Kuláguina estuvieron bajo una presión creciente para limitar su materia temática y sus técnicas. A partir de 1935 su arte estuvo dedicado al culto de la personalidad de Iósif Stalin.
A pesar de su servicio activo y leal al partido, Klucis fue arrestado en Moscú el 17 de enero de 1938, cuando se preparaba para viajar a la Exposición General de segunda categoría de Nueva York de 1939. Fue condenado a muerte por una comisión del NKVD el 11 de febrero y ejecutado el 26 de febrero de 1938; se lo acusó de participar en una «organización terrorista nacionalista contra-revolucionaria» y lo ejecutaron junto a otros intelectuales y artistas letones. Como su muerte no se dio a conocer, Kuláguina estuvo angustiada durante meses y años por su desaparición. Hasta 1989 no se supo que había sido ejecutado por orden de Stalin.
Klutsis fue rehabilitado el 25 de agosto de 1956 por falta de corpus delicti.

## Trabajo

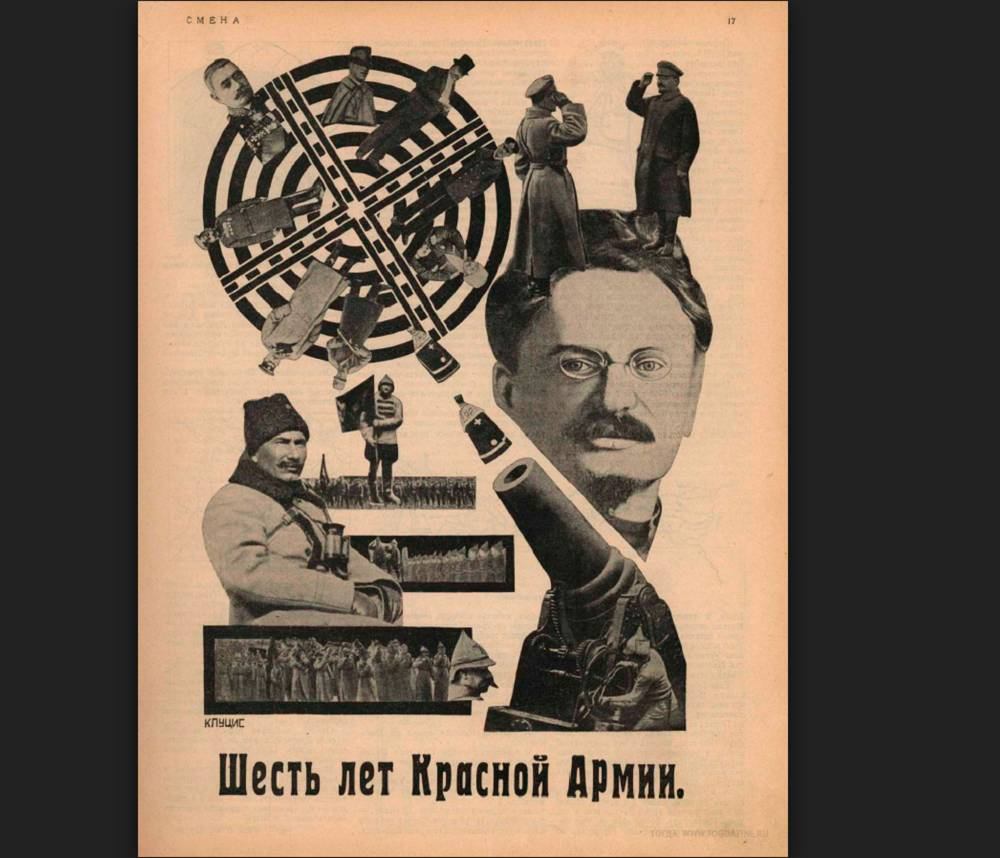
Seis años del Ejército Rojo, obra donde Klutsis homenajea a León Trotski

Klutsis trabajó en una variedad de medios de comunicación experimentales. Le gustaba utilizar la propaganda como un signo o imagen revolucionaria. Su primer proyecto notable, realizado en 1922, fue una serie de quioscos con recursos multimedia para ser instalados en las calles de Moscú, donde integraba «locutores radiofónicos», pantallas con películas y diapositivas; de ese modo trataba de celebrar el quinto aniversario de la Revolución rusa. Como constructivista trabajó la escultura, realizó instalaciones y produjo ilustraciones.
Pero sobre todo fue conocido por sus fotomontajes. Los nombres de algunos de sus mejores carteles son: Electrificación de todo el país (1920), No puede haber ningún movimiento revolucionario sin una teoría revolucionaria (1927), o Trabajadores del campo (Udárnik) en lucha por la reconstrucción socialista (1932). Sus composiciones dinámicas, distorsiones de la escala y del espacio, sus angulosos puntos de vista y exageradas perspectivas las hacen perpetuamente modernas.
Klutsis es uno de los más conocidos artistas que comenzaron a emplear el fotomontaje con fines políticos. 